# Hoplitis campanularis
Hoplitis campanularis är en biart som först beskrevs av Morawitz 1878.  Hoplitis campanularis ingår i släktet gnagbin, och familjen buksamlarbin.

## Underarter
Arten delas in i följande underarter:
- H. c. campanularis
- H. c. ibericola
- H. c. sexcinctella